# Carl Sagan
Carl Edward Sagan (Nova York, 9 de novembre del 1934 - Seattle, 20 de desembre del 1996) fou un popular astrofísic, astrònom i divulgador científic estatunidenc. Va ser pioner en camps com l'exobiologia i promotor del projecte SETI (Search for Extraterrestrial Intelligence, Cerca de vida intel·ligent extraterrestre).
Sagan va muntar els primers missatges físics enviats a l'espai, les plaques de les Pioneer i el disc d'or de les Voyager, missatges universals que podrien ser entesos per qualsevol intel·ligència extraterrestre que els pogués trobar. Sagan va argumentar la hipòtesi, acceptada des d'aleshores, que les altes temperatures superficials de Venus es poden atribuir i calcular mitjançant l'efecte hivernacle. Sagan es va convertir en una figura coneguda pel gran públic gràcies a la sèrie de documentals de televisió Cosmos, presentada per ell mateix i escrita juntament amb la seva última esposa, la també científica Ann Druyan.
Va ser titular de la càtedra d'astronomia i ciències de l'espai de la Universitat Cornell dels Estats Units. Va morir als 62 anys víctima d'una pneumònia, conseqüència de la complicació d'una malaltia que el va afectar durant els seus dos últims anys de vida.
| «            | El cosmos és tot el que és, tot el que va ser i tot el que serà. Les nostres més lleugeres contemplacions del cosmos ens fan estremir, sentim com un pessigolleig ens omple els nervis, una veu muda, una lleugera sensació com en un record llunyà o com si caiguérem des de l'altura. Sabem que ens aproximem al més gran dels misteris. | » |
| — Carl Sagan | |   |

## Descobriments científics
Sagan es va doctorar a la Universitat de Chicago treballant amb el famós astrònom Gerard Kuiper. En aquesta etapa va demostrar, utilitzant observacions de radiació de microones, que la superfície de Venus era extremadament calenta i densa. Sagan va estudiar l'efecte d'hivernacle provocat pel diòxid de carboni que elevava les temperatures de Venus. Això el va portar a alertar dels perills del canvi climàtic produïts per l'activitat industrial de l'ésser humà. Sagan també és conegut com un dels coautors de l'article científic en el qual s'advertia dels perills de l'hivern nuclear, un estudi basat en els seus treballs sobre l'atmosfera marciana i els possibles canvis climàtics marcians produïts per tempestes d'arena.
Sagan va ser un dels primers científics a proposar la hipòtesi que Europa, un dels satèl·lits galileans de Júpiter, podria contenir un oceà sota la superfície gelada, suggerint la possibilitat d'un entorn habitable. Aquest oceà va ser més tard confirmat indirectament pels resultats de la missió espacial Galileu.

Il·lustració de les plaques enviades amb les darreres Pioneer i les dues Voyager

Sagan també va concebre la idea d'enviar un missatge inalterable a l'espai més enllà del sistema solar i que poguera ser entès per una civilització extraterrestre que poguera trobar-lo. El primer missatge així enviat va ser una placa d'alumini recobert d'or adossada a la sonda espacial Pioneer 10. Un altre missatge interestel·lar va ser enviat en les Voyager.
En total, Sagan va ser coautor d'uns dos-cents treballs científics d'investigació en ciències planetàries i busca de vida extraterrestre.

## Influència científica
Sagan va ser fundador i promotor de nombrosos projectes dins de l'àmbit de les ciències planetàries:
- La revista Icarus destinada a estudis del sistema solar, de la qual va ser editor en cap durant 12 anys.
- Va impulsar la creació de la Divisió de Ciències Planetàries de l'Associació Americana d'Astronomia.
- També va ser cofundador de la Societat Planetària, una societat dedicada a la investigació en les àrees següents: 
  - Busca de vida extraterrestre per mitjà d'ones de ràdio. Sagan va ser també membre de l'Institut SETI.[7]
  - Identificació i estudi d'asteroides pròxims a la Terra.
- Exploració de Mart per mitjà de robots.
- Va treballar per a la NASA i va dirigir diferents projectes d'investigació per tractar de detectar vida en l'univers.

## Personalitat
Sagan era considerat pels seus detractors com una persona amb un gran ego. Aquesta característica el va portar a plantejar diferents judicis contra diverses empreses per atemptar contra el seu nom, i en va perdre la majoria. Sagan era considerat com un ateu o agnòstic. També era un conegut escèptic amb un fort posicionament en contra de la pseudociència.
Tanmateix, és considerat pels seus partidaris com a posseïdor d'un "toc màgic" gràcies al qual va ser capaç d'aconseguir que els ciutadans sense formació científica entenguessin i s'interessessin per la ciència, explicant-la d'una forma amena i contagiant la seva fascinació.
Sagan es va casar en tres ocasions. Amb la biòloga Lynn Margulis el 1957, mare de Dorion Sagan, l'artista Linda Salzman, que l'ajudaria en el disseny del missatge interestel·lar en les plaques del Pioneer 10, i finalment amb Ann Druyan, amb qui va tenir dos fills i va romandre casat fins a la seva mort.

## Obres

### Llibres
- Planets (LIFE Science Library), Sagan, Carl, Jonathon Norton Leonard i editors de Life, Time, Inc., 1966.
- Intelligent Life in the Universe, amb I.S. Shklovskii, Random House, 1966, 509 pàgines.
- UFO's: A Scientific Debate, amb Thornton Page, Cornell University Press, 1972, 310 pàginess
- Communication with Extraterrestrial Intelligence. MIT Press, 1973, 428 pàgines.
- Mars and the Mind of Man, Sagan, Carl, i cols., Harper & Row, 1973, 143 pàgines.
- Cosmic Connection: An Extraterrestrial Perspective, amb Jerome Agel, Anchor Press, 1973, ISBN 0-521-78303-8, 301 pàgines.
- Other Worlds. Bantam Books, 1975.
- Murmurs of Earth: The Voyager Interstellar Record, Sagan, Carl, i cols., Random House, ISBN 0-394-41047-5, 1978.
- The Dragons of Eden: Speculations on the Evolution of Human Intelligence. Ballantine Books, 1978, ISBN 0-345-34629-7, 288 pàgines.
- Broca's Brain: Reflections on the Romance of Science. Ballantine Books, 1979, ISBN 0-345-33689-5, 416 pàgines.
- Cosmos. Random house, 1980. Random House New Edition, May 7, 2002, ISBN 0-375-50832-5, 384 pàgines.
- The Nuclear Winter: The World After Nuclear War, Sagan, Carl i cols., Sidgwick & Jackson, 1985
- Comet, Ann Druyan coauthor, Ballantine Books, 1985, ISBN 0-345-41222-2, 496 pgs
- Contact. Simon and Schuster, 1985; Reissued agost 1997 by Doubleday Books, ISBN 1-56865-424-3, 352 pàgines.
- The Varieties of Scientific Experience: A Personal View of the Search for God, Ann Druyan editor, 1985 Gifford lectures, Penguin Press, 2006, ISBN 1-59420-107-2, 304 pàgines.
- A Path Where No Man Thought: Nuclear Winter and the End of the Arms Race, Richard Turco coauthor, Random House, 1990, ISBN 0-394-58307-8, 499 pàgines.
- Shadows of Forgotten Ancestors: A Search for Who We Are, Ann Druyan Coauthor, Ballantine Books, October 1993, ISBN 0-345-38472-5, 528 pàgines.
- Pale Blue Dot: A Vision of the Human Future in Space. Random House, November 1994, ISBN 0-679-43841-6, 429 pàgines.
- The Demon-Haunted World: Science as a Candle in the Dark. Ballantine Books, març 1996, ISBN 0-345-40946-9, 480 pàgines.
- Billions and Billions: Thoughts on Life and Death at the Brink of the Millennium, Ann Druyan coauthor, Ballantine Books, juny 1997, ISBN 0-345-37918-7, 320 pàgines.
- The Varieties of Scientific Experience: A Personal View of the Search for God, Carl Sagan (autor) & Ann Druyan (editor), Penguin Press HC, novembre 2006, ISBN 1-59420-107-2, 304 pàgines.

### Documentals
Cosmos. Un viatge personal. (1980)

## Reconeixements i premis

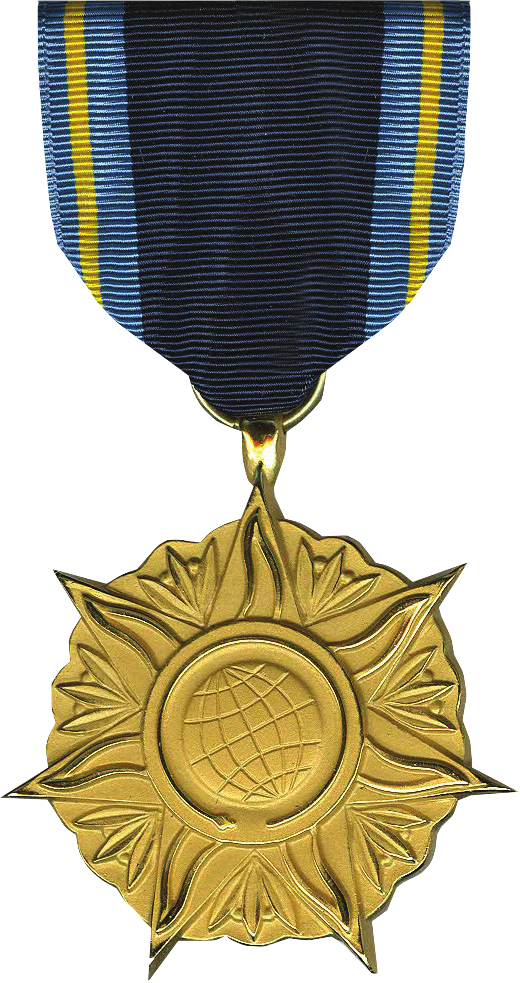
Medalla de la NASA al Servei Públic Distingit. Sagan la va obtenir el 1977.

Durant la seva tasca científica i de divulgació, se li van atorgar nombrosos premis per les seves aportacions al pensament humà.
Entre aquests, la medalla de la NASA (NASA medal for distinguished scientific achievement) en dues ocasions, i el guardó més important de l'Acadèmia Nacional de Ciències dels Estats Units, la medalla al mèrit públic (Public Welfare Medal). També va rebre un premi Pulitzer per la seva obra de divulgació El cervell de Broca.
Com a reconeixement als seus treball sobre exobiología, li van oferir descriure el terme vida dins l'Enciclopèdia Britànica. La Divisió de Ciències Planetàries (DPS) de l'Associació astronòmica americana (AAS) atorga cada any la medalla Sagan al mèrit de divulgació científica en ciències planetàries. El lloc d'aterratge de la missió Mars Pathfinder va ser anomenat en el seu honor com a estació Carl Sagan Memorial. L'asteroide 2709 Sagan també rep el seu nom en el seu honor.
Entre els diversos premis, condecoracions i honors es destaquen:
- Beca Miller d'Investigació (1960-1962) de l'Institut Miller.
- Premi del Programa Apolo concedit per la NASA.
- Premi Klumpke-Roberts (1974) de la Societat Astronòmica del Pacífic.
- Premi John W. Campbell Memorial Especial no ficció (1974) per La connexió còsmica.[9]
- Medalla de la NASA al Servei Públic Distingit (1977).
- Medalla de la NASA al Assoliment Científic Excepcional (ESAM).
- Premi Pulitzer (1978) en la categoria d'obra de no ficció general a l'assaig Els dracs de l'edèn.
- Premi Lowell Thomas del Club d'Exploradors en el 75º Aniversari.
- Premi Peabody (1980) a la sèrie Cosmos.
- Premi Emmy (1981), en la categoria d'Assoliment Destacat Individual, por la sèrie Cosmos: un viatge personal.
- Premi Primetime Emmy (1981), en la categoria de Serie Documental Destacada, per la sèrie Cosmos: un viatge personal.
- Premi Anual a l'Excel·lència Televisiva (1981) concedit per la Universitat Estatal d'Ohio a la sèrie Cosmos: un viatge personal.
- Premi Hugo pel "Mellor Relat de No Ficció" (1981) al llibre Cosmos.[10]
- Humanista de l'any (1981) de l'Associació Humanista Americana.
- Premi John F. Kennedy d'Astronàutica (1982) de la Societat Astronàutica Americana (American Astronautical Society).[11]
- Premi Joseph Priestley — "Per destacades contribucions al benestar de la humanitat".
- Medalla Konstantín Tsiolkovski atorgada por la Federació Soviètica de Cosmonautes.
- Premi Locus a la Millor primera novel·la (1986) per Contact.
- Premi Elogi de la Raó (1987) del Comitè d'Investigació Escèptica (Committee for Skeptical Inquiry).
- Premi Masursky de l'Societat Astronòmica Americana (American Astronomical Society).
- Medalla Oersted (1990) de l'Associació Americana de Professores de Física.
- Premi Galbert d'Astronàutica.
- Premi Helen Caldicott al Lideratge – atorgat per l'Acció Femenina pel Desarmament Nuclear.
- Medalla de Benestar Públic (1994) de l'Acadèmia Nacional de Ciències per les seves destacades contribucions a l'aplicació de la ciència al benestar públic..[12]
- Premi Isaac Asimov (1994) del Comitè d'Investigació Escèptica (Committee for Skeptical Inquiry).
- Premi San Francisco Chronicle (1998) per Contact.
- Lloc 99 en la classificació d'americans més importants, el 5 de juny de 2005, en la sèrie The Greatest American del Discovery Channel.
- Membre del Saló de la Fama de Nova Jersey des de 2009.
- Membre Honorari de la Societat Literària Demosteniana el 10 de novembre de 2011.